# Gradišće (Žminj)
Pour les articles homonymes, voir Gradišće.
Gradišće (en italien : Gradischie) est une localité de Croatie située en Istrie, dans la municipalité de Žminj, dans le comitat d'Istrie. En 2001, la localité comptait 56 habitants.

## Démographie
| 1948 | 1953 | 1961 | 1971 | 1981 | 1991 | 2001 |
| ---- | ---- | ---- | ---- | ---- | ---- | ---- |
| 142  | 133  | 104  | 88   | 81   | 63   | 56   |